# Rusholme
Rusholme es un barrio de Mánchester, en el Noroeste de Inglaterra con una población de 17 438.

## Sitios de interés
En Inglaterra, Rusholme es bien conocido por el gran número de restaurantes indios y pakistaníes, y como resultado, tiene el apodo 'the Curry Mile'.

## Condiciones sociales
Es considerado como una de los lugares más peligrosos de Mánchester, junto con Longsight, Hulme, Moss Side, and Old Trafford. Todos esos lugares han sufrido un gran problema con un aumento en la cultura de bandas. No obstante, incidentes de crimen han disminuido en los últimos años.